# Mark Siebeck
Mark Siebeck est un joueur allemand de volley-ball né le 14 octobre 1975 à Schkeuditz (Saxe). Il mesure 1,96 m et joue réceptionneur-attaquant. Il totalise 136 sélections en équipe d'Allemagne. Il est le fils de l'athlète Frank Siebeck.

## Clubs
| Club                  | Pays      | De        | À         |
| --------------------- | --------- | --------- | --------- |
| VfB Friedrichshafen   | Allemagne | 1998-1999 | 1999-2000 |
| VV Leipzig            | Allemagne | 2000-2001 | 2001-2002 |
| AZS Olsztyn           | Pologne   | 2002-2003 | 2005-2006 |
| Politechnika Varsovie | Pologne   | 2006-2007 | 2006-2007 |
| Halkbank Ankara       | Turquie   | 2007-2008 | 2007-2008 |
| Pallavolo Modène      | Italie    | 2008-2009 | 2008-2009 |
| Beşiktaş JK           | Turquie   | 2009-2010 | 2009-2010 |
| CV Mitteldeutschland  | Allemagne | 2010-2011 | 2011-2012 |

## Palmarès
- Ligue des champions
  - Finaliste : 2000
- Championnat de Pologne
  - Finaliste : 2004, 2005
- Championnat d'Allemagne (2)
  - Vainqueur : 1999, 2000
- Coupe d'Allemagne (1)
  - Vainqueur : 1999